# Wariboko West
Wariboko West (* 19. August 1942) ist ein ehemaliger nigerianischer Weitspringer.
Bei den Olympischen Spielen 1964 in Tokio wurde er Vierter mit 7,60 m.
Seine persönliche Bestleistung von 7,75 m stellte er am 20. September 1964 in Newcastle auf.